# 디샤 파타니
디샤 파타니(힌디어: दिशा पटानी, 영어: Disha Patani, 1992년 6월 13일 ~ )는 인도의 배우, 모델이다.